# 乾租
乾租（英語：dry lease），意即為航空公司跟其他公司租用飛機，但由航空公司自己派機組員飛行，並自己負責維護，稱之為乾租，這種狀況最常出現在已有同型機，但是飛機數量不夠分配給每一條航線使用的時候，或是財務、節稅等考量而以租代買。
若機上組員是其他公司的組員，則稱為濕租（wet lease）。
在海運界，類似乾租的船舶租賃方式稱為「光船租賃」（bareboat charters），簡稱「光租」。